# Gargara tumida
Gargara tumida är en insektsart som beskrevs av Melichar. Gargara tumida ingår i släktet Gargara och familjen hornstritar. Inga underarter finns listade i Catalogue of Life.